# 전미 여성 명예의 전당

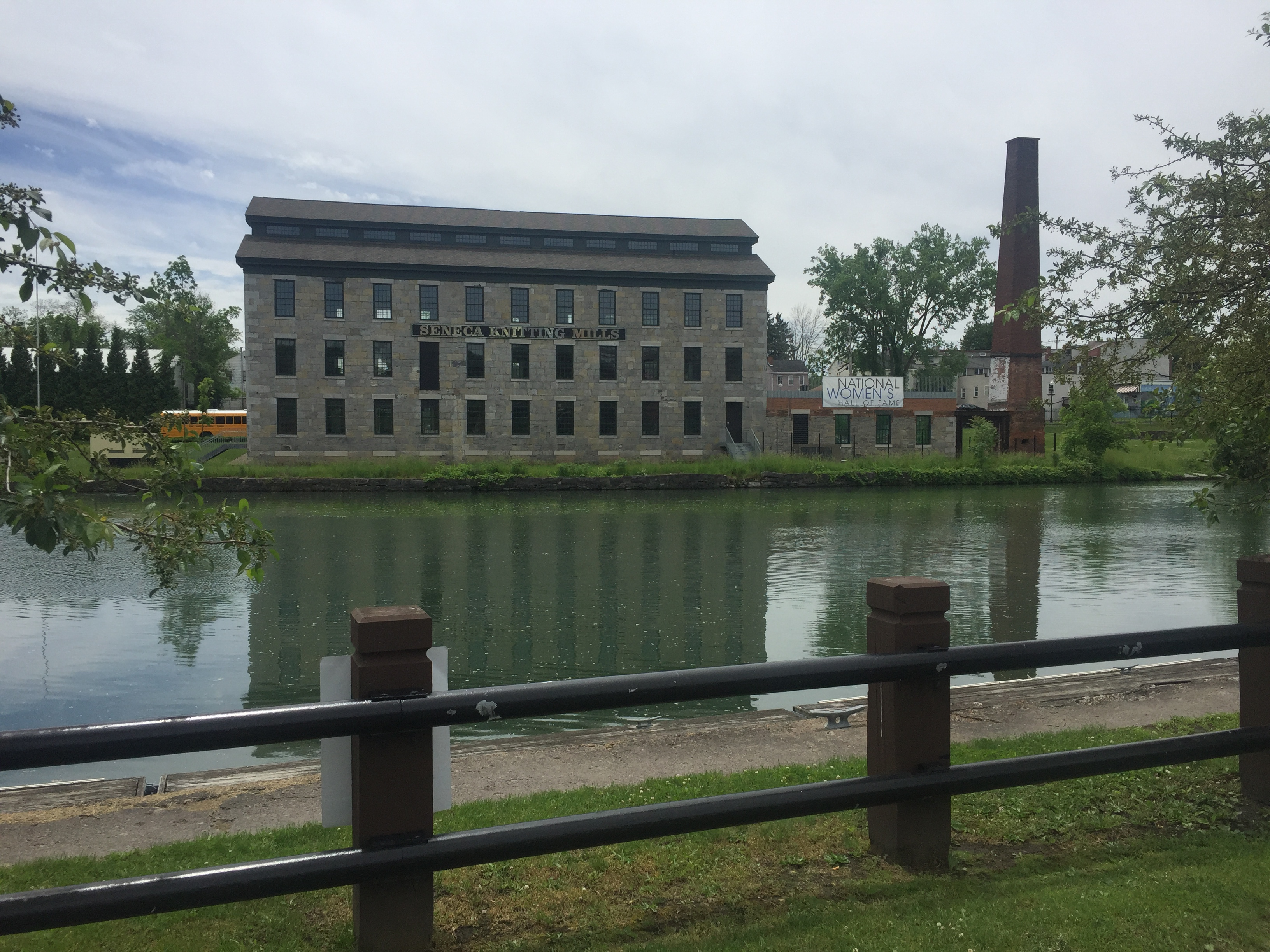
NWHF 건물 (2022년)

전미 여성 명예의 전당(영어: National Women's Hall of Fame, NWHF)은 여성을 기리기 위해 1969년 설립된 미국의 기관이다. 뉴욕주 세네카군 세네카 폴스에서 설립하였으며 1973년 첫 헌액자를 기록했다. 2024년 현재 총 312명의 헌액자가 기록되었다.